# Pingtang, Xinyi
Pingtang (kinesiska: 平塘) är en köping i sydöstra Kina. Den ligger i Xinyi i staden Maoming i provinsen Guangdong, omkring 210 kilometer väster om provinshuvudstaden Guangzhou. Antalet invånare är 31 882. Befolkningen består av 15 672 kvinnor och 16 210 män. Barn under 15 år utgör 36 %, vuxna 15-64 år 52 %, och äldre över 65 år 11,0 %.